# Alejandro Núñez
Pour les articles homonymes, voir Núñez.
Alejandro Nunez né le 25 février 1984 est un pilote automobile espagnol. 

## Palmarès
- 2002 : Championnat d'Espagne de Formule 3, 15e
- 2003 : Championnat d'Espagne de Formule 3, 17e
- 2004 : Championnat d'Espagne de Formule 3, 10e
  - Formule 3 Euro Series, 10e
- 2005 : Formule 3 Euro Series, 21e
- 2006 : Formule 3 Euro Series, non classé
- 2007 : World Series by Renault, 18e (1 victoire)
- 2008 : International Formula Master, 17e